# 제성호
제성호(諸成鎬, 1958년 7월 8일~ )는 대한민국의 법학자이다. 서울대학교 법학과를 졸업하였으며, 1983년에 '조약의 해석에 관한 연구'라는 논문으로 동 대학원에서 석사학위를, 1989년에 '항공기 테러의 법적 규제'라는 논문으로 동 대학원에서 박사학위를 취득하였다. 현재 중앙대학교 법학전문대학원 교수로 재직중이다. 본관은 칠원.

## 주요경력
- 2023년 9월 ~ 중앙대학교 법학전문대학원 명예교수
- 2022년 12월 ~ 2024년 12월 서울대학교기독교총동문회 회장
- 2021년 8월 ~ 2021년 11월  국민의힘 홍준표 제20대 대통령 선거 예비후보 jp희망캠프 정책자문총괄 본부장
- 2020년 10월 ~  국민의힘 북한인권 및 탈북자·납북자위원회 고문
- 2020년 9월 ~ 2022년 12월 평화통일을 위한 사회적 대화 의제위원회 공동위원장
- 2014년 8월 ~ 2017년 7월 대통령 직속 통일준비위원회 위원
- 2013년 2월 국무총리 특수임무수행자보상심의위원회 위원, 통일부 남북관계발전위원회 위원
- 2010년 12월 ~ 2017년 6월 국무총리 6.25전쟁납북진상규명위원회 위원
- 2008년 8월 ~ 2010년 7월 외교통상부 인권대사, 북한연구학회 부회장
- 2005년 11월 ~ 2008년 6월 뉴라이트전국연합 공동대표/상임대표
- 2005년 5월 ~ 2009년 11월 대통령 소속 친일반민족행위진상규명위원회 위원
- 2004년 1월 ~2014년 12월  대한국제법학회 부회장
- 2001년 ~ 2017년 민주평화통일자문회의 자문위원, 상임위원, 운영위원(인권법제위원장)
- 2000년 3월 ~ 2023년 8월 중앙대 법과대학, 법학전문대학원 교수
- 1999년 통일연구원 북한인권센터 소장
- 1996년 8월 ~ 1998년 7월 문화방송(MBC) 객원해설위원
- 1995년 7월 ~ 2025년 2월 법원행정처 특수사법제도연구위원회 위원, 대법원 통일사법연구위원회 위원
- 1994년 ~ 2016년 법무부 남북법령연구특별분과위원회 위원, 통일부, 국방부 정책자문위원, 법제처 남북법제자문위원장
- 1992년 1 ~ 1992년 12월 세계국제법협회 한국본부 연구이사
- 1991년 4월 ~ 2000년 2월 통일연구원 연구위원, 선임연구위원
- 1990년 3월 ~ 1991년 2월 수원대학교 법정대학 조교수
- 1986년 9월 ~ 1989년 7월 육군사관학교 법학과 교관, 전임강사

## 주요저서
- 남북한 특수관계론 (1995)  * 한반도 비무장지대론 (1997)
- 남북경제교류의 법적 문제 (2003) * 통일시대와 법 (공저, 2003)
- 바른 통일론(2007)  * 한국과 국제법(2010)  * 한미동맹의 법적 이해(2015)

## 가족관계
- 부친 제재형 대한언론인회 회장 역임(2020년 작고)
- 모친 권영순 고려대학교 여자교우회 회장 역임(2023년 작고)
- 제원호 서울대학교 물리학과 교수
- 제강호 법무법인 Ashhurst-Korea 공동대표
- 제민호 이수건설 대표이사(사장)

### 친일파
제성호는 월간조선 2006년 7월호와의 인터뷰 등에서 친일파=반민족행위라는 등식에 의문을 던졌다. 식민지 시대를 살아간 사람은 크던 작던 일제에 협력을 하며 살수 밖에 없는 강제하에 놓여 있었다. 이런 상황에서 모든 사람들이 해외에서 독립운동을 하듯 일제에 저항을 하며 살 수는 없는 일이다. 그런 점에서 일제 시대를 산 사람은 4가지 유형으로 대별된다. 첫째는 친일반민족행위자, 둘째, 친일(제한된 대일협력)친민족행위자, 셋째, 반일 반민족행위자(항일 빨치산 등 민족분열적 공산주의자), 넷째, 반일친민족행위자(민족독립운동가)가 그것이다.1) 그리고 친일 친민족행위자의 경우 일제시대의 행적 전체를 살펴서 정상참작이 가능하다는 입장을 취하였다.

### 인혁당 사건
제성호는 2007년 2월 프리존 홈페이지에 게재한 2편의 글을 통해 "법원의 재심 판결에도 불구하고 모든 국민이 납득할 정도의 진실규명이 충분히 이루어지지 않았고, 실체적 진실에 대한 의혹은 여전하다"면서, 다음과 같이 주장하였다. 첫째, 남민전(남조선인민해방전선) 사건의 주역은 동 사건으로 사형을 당했는데, 그는 이전에 발생한 인혁당 및 인혁당 재건위사건과 관련이 있었다. 그는 이들 사건 수사를 위해 수배당하고 있었다. 이러한 사실은 인혁당사건은 100% 조작이라는 주장에 대해 의문을 품게 하는 부분이다. 일응 3개 사건의 연관성이 엿보이기 때문이다. 둘째, 인혁당재건위사건에서 희생된 2명의 경우 북한은 이들의 추모를 위해 대성산 애국열사릉에 가묘를 설치해 두고 있다.이 같은 사실은 북한이 이들을 '애국한 열사'로 평가했기 때문에 추앙하고 추모하는 것으로 볼 수 있다. 셋째, 위의 점을 고려할 때 인혁당재건위사건이 과연 무고한 시민, 선량한 시민을 잡아가 고문하고 조작한 사건인지, 아니면 세상을 혁명적으로 바꾸려고 하는 '특별한 사람'들에 관한 사건이었는지 진실 규명이 요구된다고 하겠다. 물론 일부 사건 부풀리기는 당시 정황에 비추어 충분히 존재했을 것으로 보인다. 고문 등 사법절차상의 하자가 있었는지와 더불어 공안사건의 실체에 대해 보다 정확하고 공명정대한 진실규명이 필요하다고 할 수 있다.2)

### 제주 4.3사건
제성호는 월간조선 2006년 9월호와 프리존 홈페이지에 게재한 글에서 제주 4.3사건은 [남로당] 군사부의 지령 하에 1948년 5.10 제헌의원 선거(대한민국 건국을 위한 민주적 의회 구성절차)를 방해, 파탄내기 위한 좌익공산계열의 '무장폭동'(일종의 '지역혁명')이었다고 주장하였다. 이를 제주 4.3 ‘민중항쟁’이라고 칭하는 것은 곤란하며, 결국 대한민국의 정통성을 부정하는 반 대한민국적인 것이라고 강조하였다. 다만 4.3사건 진압과정에서 무고한 양민까지 학살하는 '과잉진압'은 존재하였음이 인정된다는 입장을 취하였다.3)